# Grubbia
Grubbia är ett släkte av tvåhjärtbladiga växter. Grubbia ingår i familjen Grubbiaceae.
Grubbia är enda släktet i familjen Grubbiaceae.
Kladogram enligt Catalogue of Life:
| Grubbia | \| \| Grubbia rosmarinifolia \| \| \| \| \| \| Grubbia rourkei \| \| \| \| \| \| Grubbia tomentosa \| \| \| \| |
|         | \| \| Grubbia rosmarinifolia \| \| \| \| \| \| Grubbia rourkei \| \| \| \| \| \| Grubbia tomentosa \| \| \| \| |
|         | Grubbia rosmarinifolia                                                                                         |
|         | |
|         | Grubbia rourkei                                                                                                |
|         | |
|         | Grubbia tomentosa                                                                                              |
|         | |